# 西科溪漢魚
西科溪漢魚，為輻鰭魚綱銀漢魚目皮杜銀漢魚科溪汉鱼属的其中一種，分布於非洲馬達加斯加東部Mangoro河流域，體長可達11.5公分，為熱帶淡水魚，棲息在表層水域，生活習性不明。